# Hyllning till Katalonien
Hyllning till Katalonien (engelsk originaltitel: Homage to Catalonia) är en självbiografi av George Orwell, första gången publicerad 1938. Den fick dock större uppmärksamhet långt efter författarens död. Boken behandlar George Orwells deltagande i spanska inbördeskriget, som började i juli 1936. Handlingen beskriver till en början det revolutionära samhälle som skapades i Katalonien direkt efter fascisternas revolt den 19 juli 1936. Senare beskrivs striderna vid fronten i Aragonien.

## Handling

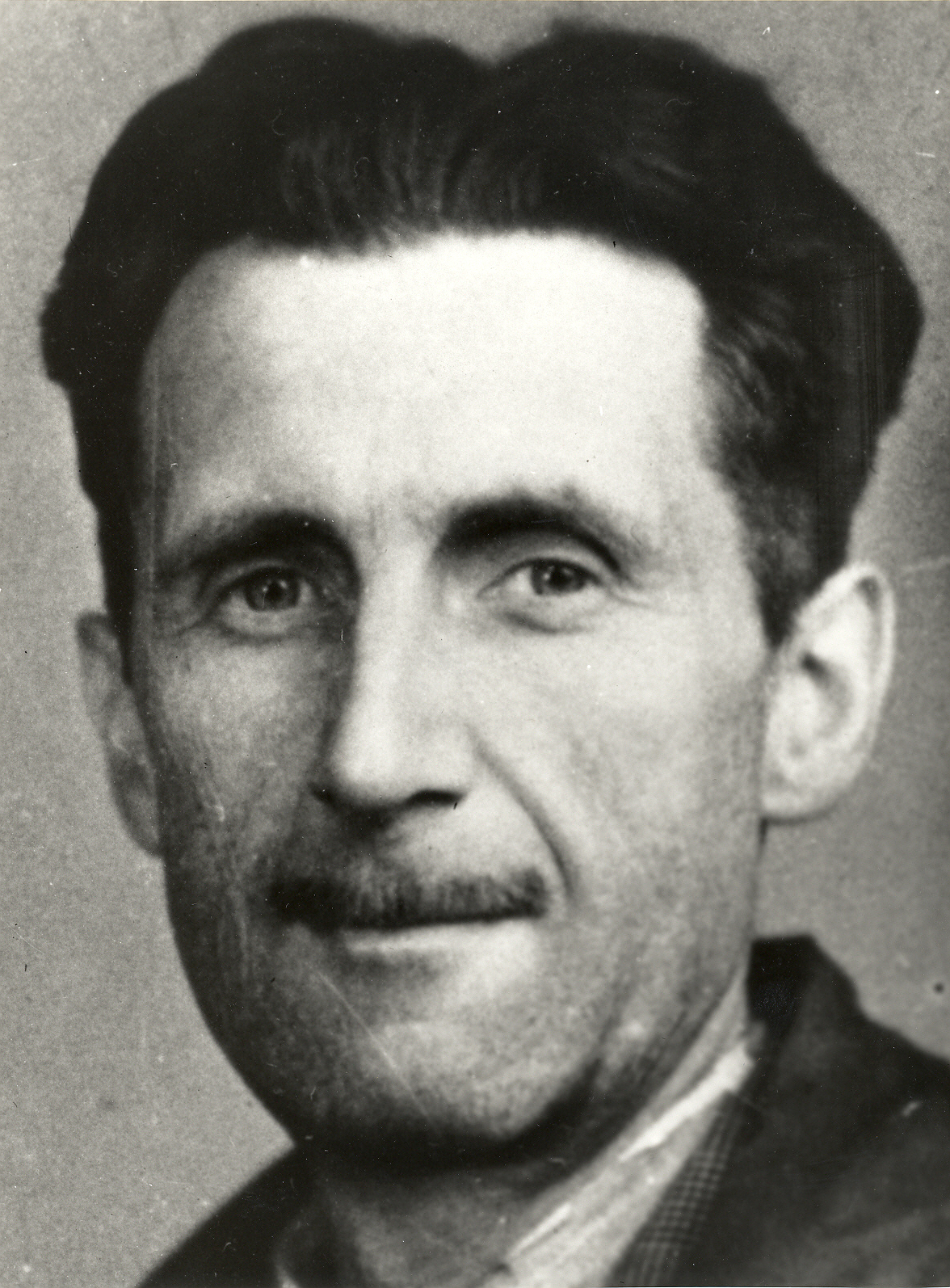
George Orwell, pressbild 1933.

Orwell reste i december 1936 till Barcelona, som journalist på uppdrag av Independent Labour Party. Han träffade där flera författare, bland annat Koestler, Malreaux och Hemingway.

### Vid fronten
I januari 1937 reste han till fronten i Aragonien och anslöt sig till POUM-milisen på den republikanska sidan mot den fascistiska, som leddes av Francisco Franco. Orwell fick militärutbildning vid Leninkasernen. Eftersom han var engelsman befriades han från skjututbildning (på grund av brist på gevär), men han deltog marschexercis på Plaça de'Espanya. Han tillbringade en vecka i kasernen, innan ett nytt kompani skulle skickas till Alcubierre nära fronten.
Situationen vid den katalanska fronten var problematisk. POUM-milisen hade ont om vapen, och de flesta var från första världskriget. Soldaterna kämpade mot kyla, hunger och löss, och skottlossning från nationalisterna förekom endast sällan.
Orwell tjänstgjorde vid den aragoniska fronten i 115 dagar; först i slutet på april fick han permission och kunde resa till Barcelona och träffa sin fru Eileen Blair. När han återvände efter tre veckor träffades han den 20 maj av en krypskytt i halsen. Han fraktades till sjukhus i Lleida, där han fick vård.

### Interna konflikter
Orwell befann sig i Barcelona de första veckorna i maj, då den lokala regimen med stöd av spanska kommunistpartiet PCE förklarade POUM och anarkisternas fackförening CNT för olagliga. Gatustrider uppkom och medlemmar i dessa organisationer fängslades. Orwell gick under jorden och återvände senare till fronten.
En stor del av boken ägnas åt den blodiga konflikten mellan anarkisterna och de stalinistiska kommunisterna i Barcelona våren 1937, där Orwell tveklöst tar de förras parti. Han redogör också för den förföljelse som stalinisterna senare genomförde på sina vapenbröder i inbördeskriget.

### Stridande parter på den republikanska sidan
På den republikanska sidan stred fackliga organisationer som CNT och UGT, liksom vänsterpartier som PSOE, PCE och POUM, med stöd av Kataloniens autonoma regering och Internationella brigaderna. Sovjetunionen levererade vapen till PCE. I maj 1937 utbröt gatustrider i Barcelona mellan den republikanska armén och POUM-milisen och CNT/FAI. POUM-sympatisörer och anarkister fängslades och Orwell och hans fru Eileen lyckades med nöd och näppe ta sig över gränsen till Frankrike. Detta försvagade den republikanska sidan, vilket Falangistpartiet utnyttjade.

Spanska kommunistpartiet stred mot …
… POUM och …
… anarkosyndikalisterna.

## Teman och mottagande
Boken kom ut på engelska 1938. Den publicerades dock i USA först 1952 och i Sverige på svenska först 1971, i översättning av författaren Ingemar Johansson. Dess klassikerstatus markeras av att flera upplagor senare har utkommit.
I boken finns hela grunden för den frihetliga socialisten Orwells kritik av den auktoritära socialismen. Orwells kritiska ställningstagande mot Stalin gav senare upphov till verk som Djurfarmen och 1984.

### Mottagande
Boken fick först ett synnerligen ljumt mottagande. Den var för sin tid knappast politiskt korrekt. Det är först i efterhand som man har börjat uppskatta dess betydelse.